# Římskokatolická farnost Luková
Římskokatolická farnost Luková je územním společenstvím římských katolíků v orlickoústeckém vikariátu královéhradecké diecéze.

## O farnosti

### Historie
Ves Luková se připomíná poprvé v roce 1304 jako majetek cisterciáků ze Zbraslavi u Prahy. Místní kostel byl původně dřevěný a byl počátkem 19. století nahrazen zděným kostelem novogotickým.

### Současnost
Farnost je administrována ex currendo z Lanškrouna.
| Kostel             | Místo  | Bohoslužba    | Bohoslužba | Poznámka     |
| ------------------ | ------ | ------------- | ---------- | ------------ |
| Kostel sv. Markéty | Luková | neděle (sudá) | 8.00       | farní kostel |